# Bánh bia

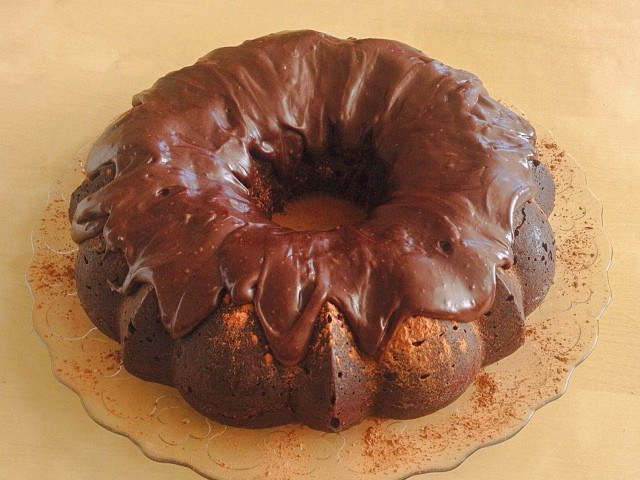
Bánh Bundt sô-cô-la được ngâm với bia đen

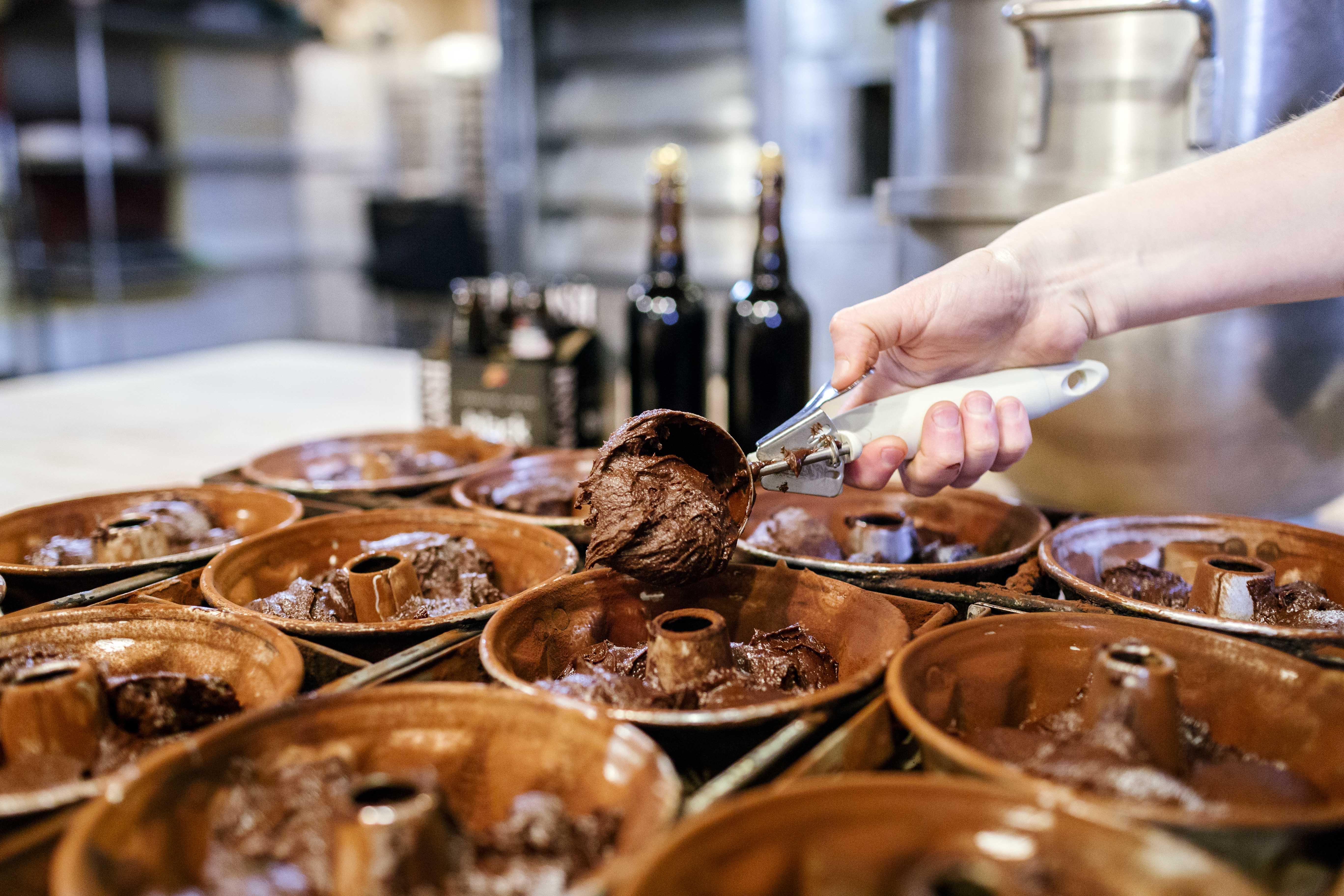
Bột bánh sô-cô-la được chế biến bằng bia đen, được cho vào chảo

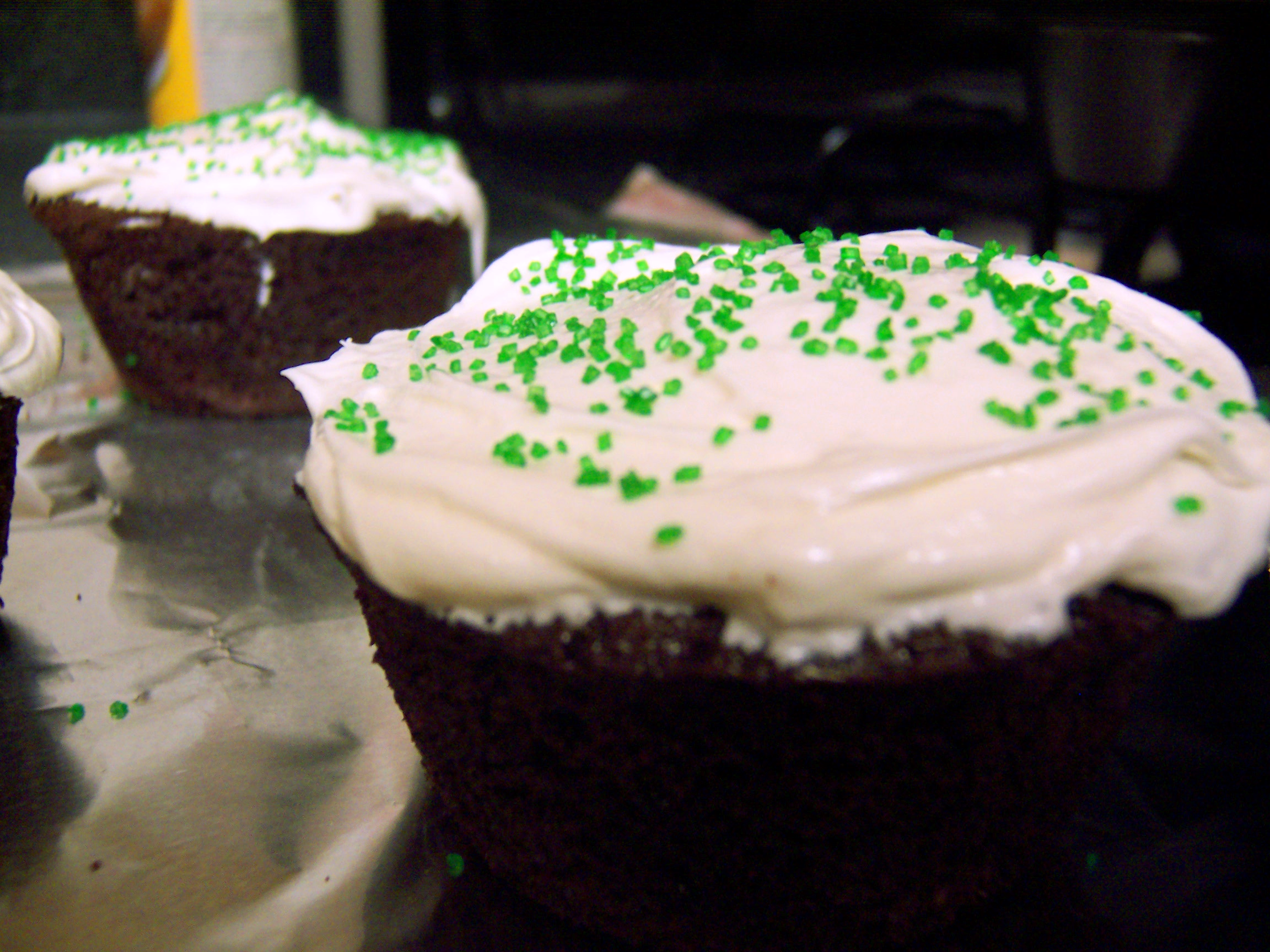
Bánh Cúp được chế biến bằng bia đen Guinness

Bánh bia là một loại bánh được làm từ thành phần chính là bia cùng với các nguyên liệu bánh điển hình khác. Bánh bia socola có thể bao gồm bia stout và bia stout socola, một số loại bánh mì gừng cũng chế biến với thành phần có bia. Người Rabha ở Ấn Độ sử dụng một loại bánh bia được làm từ gạo để tạo ra bia gạo và fotika, một loại rượu. Có nhiều biến thể của bánh bia, chẳng hạn như bánh bia root.

## Tổng quan
Bia được sử dụng trong một cái bánh bia có thể mang lại hương vị giống như men bia cho bánh. Kem phủ trên bánh bia cũng có thể được chuẩn bị bằng cách sử dụng bia làm thành phần chính. Bia stout và bia stout socola đôi khi được sử dụng trong quá trình chế biến bánh bia socola.
Cũng có nhiều biến thể trong chế biến món này, chẳng hạn như việc sử dụng trái cây trong quá trình chế biến bánh bia, như việt quất. Cách làm là nghiền nát trái cây trong một cái ly, sau đó cho bia vào, và hỗn hợp thu được sẽ được sử dụng như một thành phần trong bột bánh. Trái cây cũng có thể được sử dụng để trang trí bánh bia.

## Bolo de cerveja
Bánh bia ở Brazil và Bồ Đào Nha được gọi là "Bolo de cerveja".

## Bánh gừng
Một số loại bánh mì gừng được chuẩn bị làm bánh bia bằng việc thêm bia vào; bia có thể được dùng để tăng cường hương vị và độ béo của bánh. Trong bánh gừng, việc sử dụng bia đen có thể làm tăng hương vị của bánh bằng cách bổ sung như một gia vị cho món ăn. Ngược lại, việc dùng các loại bia khác thì lại có nguy cơ làm giảm chất lượng của bánh mì gừng. Ví dụ, việc sử dụng bia lager có thể tạo ra một chiếc bánh đắng, và việc sử dụng nhiều stout có thể khiến bánh quá nặng.

## Bánh bia gạo
Người Rabha ở huyện Goalpara, bang Assam, Ấn Độ, thường gọi bánh bia gạo là bakhor, phap hay surachi, tại đây nó được dùng để tạo ra bia gạo, còn được biết đến với tên gọi choko, và có thể được chưng cất để tạo ra một loại rượu gọi là fotika. Bánh bia gạo được chế biến bằng cách xay gạo thành một hỗn hợp nhão và xay một số loại thảo mộc, sau đó chúng được trộn với gạo đã nấu chín và bánh bia gạo đã được chuẩn bị trước đó. Một loại đế tre hình trụ (gọi là janthi) được đặt bên trong một cái thùng (được gọi là jonga), và bánh bia gạo được đặt trong jonga, nằm ngay phía ngoài chỗ janthi được đặt. Jonga được bịt kín cẩn thận bằng lá chuối đã được hơ qua lửa, và hỗn hợp này được để lên men. Sau thời gian ủ, chất lỏng chưng cất lấy từ trong janthi có thể uống được như một loại bia gạo. Để tạo ra rượu fotika, chất lỏng trong janthi được thêm bánh gạo và nước, và sau đó được để ủ thêm một thời gian nữa. Sau khoảng thời gian này, hỗn hợp được chưng cất tạo thành rượu fotika mạnh. Người Rabha tin rằng fotika có tính chất chữa bệnh cho những người mắc các chứng bệnh tâm thần.

## Bánh bia Root
Bánh bia root là một loại bánh bia được làm bằng cách sử dụng bia root làm nguyên liệu chính. Bia root có thể không có cồn hoặc có cồn.

## Bánh Porter
Bánh Porter là một loại bánh truyền thống của Ireland, một số người cho hay nó có liên quan đến Ngày Thánh Patrick. Nó là một loại bánh trái cây truyền thống được làm bằng bia Porter, mặc dù các loại bia stout như Guinness cũng có thể được dùng để chế biến.